# 北千里 (插畫家)
北千里（日语：／ Kita Senri），日本插畫家。居住於日本關西。網路上的暱稱是。

## 來歷
在遊戲開發公司工作後，她於2006年開始擔任自由插畫家。
加入SNK後參與製作的第一款遊戲是《侍魂》，負責像素藝術製作。自《侍魂64》以來，她也從事插畫工作。

## 主要作品

### 人物設定
- 侍魂系列
- CAPCOM FIGHTING ALL STARS／CAPCOM FIGHTING Jam（日语：CAPCOM FIGHTING Jam）（英格麗德（日语：イングリッド (カプコン)））
- 聖火降魔錄 蒼炎之軌跡
- 聖火降魔錄 曉之女神
- 聖火降魔錄 覺醒—下載內容「馬爾斯（日语：マルス (ファイアーエムブレム)）」的插圖。
- 聖火降魔錄 英雄雲集—「王國女兒 瑟西莉亞」「白夜武士 龍馬」「劍魔 卡雷爾」「大僱傭兵 艾剋」「光之王子 馬爾斯[2]」
- NEOGEO群雄 ～終極射擊～（日语：NEOGEO HEROES 〜Ultimate Shooting〜）
- 花札 參
- 解放之刃REXX（日语：アンチェインブレイズ レクス）（尼德霍格）
- 戀忍者 ～愛與欲望的平安亂舞～

### 其它
- SNK VS. CAPCOM 卡片戰士2 EXPAND EDITION（日语：SNK VS. CAPCOM 激突カードファイターズ#SNK VS. CAPCOM カードファイターズ2 EXPAND EDITION）（插圖[遊戲內 1]）
- SNK VS. CAPCOM 卡片戰士DS（日语：SNK VS. CAPCOM 激突カードファイターズ#SNK VS. CAPCOM カードファイターズDS）（插圖[遊戲內 2]）
- CAPCOM FIGHTING ALL STARS（遊戲相關插圖[3][4][5]）
- STREET FIGHTER ARTWORKS 極（評論[6]）
- 弧光之源 3：獵眼妖精（日语：ルミナスアーク3 アイズ）（特典插圖）
- 勇者30（日语：勇者30）（插圖）
- 英靈殿騎士2：全軍應戰（日语：ヴァルハラナイツ2）（插圖）
- 英雄不再2：垂死掙扎（特典插圖）
- 大戰亂!! 三國志對決（卡片插圖）
- 戰國IXA（日语：戦国IXA）（卡片插圖）
- 神獄之英靈殿之門（日语：神獄のヴァルハラゲート）（卡片插圖）

#### 《聖火降魔錄》相關
- 聖火降魔錄大全（插圖、評論）
- 聖火降魔錄0（日语：ファイアーエムブレム0）（Intelligent Systems／任天堂[7]）
  - 「暗黑龍與光之劍」—「紅之死神 那巴爾」的插圖[8][9]
  - 「覺醒」—「新的聖王 克羅姆」的插圖[10]
  - 「光與闇的神焰」—使用艾克的官方插圖[11][12]
  - 「蒼炎之軌跡」—艾克、塞內利奧的插圖[13]
  - 「透魔」—艾可雅的插圖[13]
  - 「紋章之謎」—「自稱那巴爾的劍士 薩姆特」、「必殺劍之劍手 薩姆特」的插圖[14]
  - 「曉之女神」—美加耶的插圖[13]
  - 「聖戰之系譜」—「光之皇子 莎莉絲」[15]
  - 「英雄雲集」—「金翼之王子 艾爾馮斯」
  - 「無雙」—「希望的英雄王 馬爾斯」、「阿利迪亞的英雄 馬爾斯」、「伊利斯的英雄 庫洛姆」、「羈絆的聖君主 庫洛姆」[16][17]
- 聖火降魔錄英雄百歌—西格爾德[18]

## 相關項目
- 日本插畫家列表（日语：日本のイラストレーター一覧）

## 作品來源
1. ↑  稀有S卡「娜考露露」和「莉姆露露」的文字有記述。
2. ↑  稀有S卡「春麗」「雅典娜」的文字有記述。

## 外部連結
- （日語）—北千里的官方個人網站。
- 北千里的X（前Twitter） （日語）